# Hanns Bruno Geinitz
 (juillet 2023).
Si vous disposez d'ouvrages ou d'articles de référence ou si vous connaissez des sites web de qualité traitant du thème abordé ici, merci de compléter l'article en donnant les références utiles à sa vérifiabilité et en les liant à la section « Notes et références ».
Hanns Bruno Geinitz (16 octobre 1814 - 28 janvier 1900) est un géologue allemand, né à Altenbourg, la capitale de Saxe-Altenbourg.

## Biographie
Il fait ses études dans les universités de Berlin et d'Iéna, et acquiert les bases de ses connaissances géologiques avec Friedrich August von Quenstedt. En 1837, il obtient le diplôme de doctorat, avec une thèse sur le Muschelkalk de Thuringe. En 1850, il devient professeur de géologie et de minéralogie à l'École polytechnique royale de Dresde et, en 1857, il est nommé directeur du Musée royal de minéralogie et de géologie ; il occupe ces postes jusqu'en 1894.
Il se distingue pour ses recherches sur les roches et fossiles du Carbonifère et du Crétacé de Saxe, et en particulier pour celles relatives à la faune et à la flore du Permien ou, à cette époque, de la formation « Dyas ». Il décrit aussi les graptolites des strates siluriennes locales ; et la flore de la formation houillère des montagnes de l'Altaï et du Nebraska.
De 1863 à 1878, il est l'un des rédacteurs du Neues Jahrbuch. Il reçoit la médaille Murchison de la Société géologique de Londres en 1878. Il est mort à Dresde. Son fils Eugen Geinitz (1854–1925), professeur de géologie à l'université de Rostock, s'est distingué pour ses recherches sur la géologie de la Saxe, du Mecklembourg et d'autres lieux.
Les publications de HB Geinitz comprennent :
- Das Quadersandsteingebirge oder Kreidegebirge in Deutschland (1849-1850).
- Die Versteinerungen der Steinkohlenformation in Sachsen (1855).
- Die animalischen Ueberreste der Dyas. Dyas oder die Zechsteinformation und das Rothliegende (1861-1862).
- Das Elbthalgebirge en Saxe. Paléontographique (1871-1875).